# Златна була (1356)
Златна була из 1356. године је био декрет који је издао Рајхстаг у Нирнбергу са Карлом IV на челу, којим се утврдила и више од 100 година водила уставна структура Светог римског царства. Добио је назив Златна була по печату који је носио.
Према тексту саме буле, закони о избору цара Светог римског царства су се утврдили и променили, како би се спречила и предупредила неслога и хаос који су владали. Карло IV је мислио да је промена тренутног система избора цара Светог римског царства неопходна и да без ње „свет се никад неће ослободити завидних и амбициозних политичара“.
Златна була је експлицитно именовала седам кнежева-изборника, који су бирали Римског цара, и којег је након избора обично крунисао папа. То су били краљ Чешке, маркгроф од Бранденбурга, грофа Палатината и гроф Саксоније, као и три надбискупа - од Мајнца, Трира и Келна.